# Bylaczenie
Bylaczenie (kaszub. bëlaczenié) – zjawisko fonetyczne dialektu północnokaszubskiego, polegające na stwardnieniu spółgłoski [w] ⟨ł⟩ w [l] ⟨l⟩. Występuje ono w gwarach bylackich – puckiej, chałupskiej i oksywskiej, a także częściowo w słowińskiej, co tłumaczono wpływem języka niemieckiego. Według Zdzisława Stiebera to późny germanizm fonetyczny, zaś według Karola Dejny to archaizm. Zjawisko to w 1856 roku opisał Aleksandr Fiodorowicz Hilferding. Nie występuje w normatywnym języku kaszubskim. 